# Raúl Candiani
Raúl Candiani (n. Ciudad de México; 25 de julio de 1932 - f. 9 de marzo de 2000) fue un productor y guionista de cine mexicano. 
Vivió su niñez y parte de su juventud en los estudios C.L.A.S.A, donde su padre, Gustavo, “Capi”, Candiani, era gerente. Trabajó en Televicentro, como camarógrafo, y su inquietud y circunstancia lo llevaron a fundar en 1954, con capital familiar, una de las primeras empresas productoras de comerciales (spots) para cine y televisión, "Películas Candiani", que se convirtió en escuela práctica de locución, actuación, modelaje y dirección para muchos jóvenes mexicanos que, luego, habrían de sobresalir en el medio cinematográfico nacional. Además, llegó a producir hasta 300 comerciales por año y realizó algunos documentales memorables, como los dedicados a Agustín Lara y a Manolete.